# Udhampur (distrikt)
Udhampur är ett distrikt i Indien.   Det ligger i unionsterritoriet Jammu och Kashmir, i den norra delen av landet, 500 km norr om huvudstaden New Delhi. Antalet invånare är 554 985. Arean är 4 550 kvadratkilometer. Udhampur gränsar till Reasi district.
Terrängen i Udhampur är bergig åt nordost, men åt sydväst är den kuperad.
Följande samhällen finns i Udhampur:
- Udhampur
- Rāmnagar
- Kūd